# Качулата
Мегалитното светилище в местността Качулата (среща се и като „Кучулата“) е разположен на около 7 km на север от град Стрелча.

## Описание и особености
Светилището Качулата представлява изолиран скалист връх с отлична експозиция във всички посоки. В най-високата част е изправен голям вретеновиден монолит, който доминира над цялата околност. По монолитните каменни блокове в местността ясно личат следи от човешка дейност — в скалите са оформени два скални трона с различна ориентация — единия обърнат на изток, а другия на североизток; наблюдават се и вкопавания в различна форма — овални, елипсовидни, във формата на „казан“ и от т. нар. Маркови стъпки. Самото възвишение от северната част е заобиколено от неголеми скали, разположени равномерно и със следи от обработка по тях. Един от основните проблеми при този паметник е интензивната иманярска намеса.
Според Алексей Гоцев мегалитните обекти в местността Качулата са така организирани, че точно на 22 юни — деня на лятното слънцестоене, през един от процепите да се вижда изгревът на слънцето. 
Интересен факт, е че мегалитните светилища край гр. Стрелча — Скумсале, Кулата и Качулата са разположени на една права линия. Проучванията на обектите са извършени под ръководството на доц. д-р Алексей Гоцев, помощник-ръководител е Николета Петкова – докторант в ЮЗУ „Неофит Рилски“. Консултант на екипа е проф. Васил Марков, д-р Алексей Стоев директор на филиала ИКСИ – БАН Стара Загора, доц. Д-р Деян Вангелов от СУ „Климент Охридски“. 

## Връзка с други обекти
Учените предполагат, че мегалитните светилища от местностите Скумсале, Качулата и Кулата, както и все още неизследваните светилища Исара, Турчинов камък и Студен кладенец край град Стрелча са неразривно свързани.
Според доц. Гоцев обектите са събрани на изключително малка площ с голяма концентрация. Той предполага, че скалните образувания имат нещо общо с небесни явления, затова с екипа му са привлекли към проучванията археоастронома д-р Алексей Стоев. Интересен факт е например, че в местността Качулата обектите са така организирани, че точно на 22 юни – деня на лятното слънцестоене, през един от процепите да се вижда изгревът на слънцето.